# Stylosanthes figueroae
Stylosanthes figueroae är en ärtväxtart som beskrevs av Robert H Mohlenbrock. Stylosanthes figueroae ingår i släktet Stylosanthes och familjen ärtväxter. Inga underarter finns listade i Catalogue of Life.